# Jean d'Ailleboust d'Argenteuil
Pour les articles homonymes, voir D'Ailleboust.
Jean d'Ailleboust d'Argenteuil, Connu sous le titre de chevalier d'Ailleboust, premier seigneur de la seigneurie d'Ailleboust (1736), né à Québec le 8 mai 1694 et mort à l'Assomption le 18 août 1781, est un militaire français du XVIIIe siècle. Fils du Pierre d'Ailleboust seigneur d'Argenteuil.

## Biographie
En 1730, d'Ailleboust d'Argenteuil est recommandé au poste de lieutenant d'artillerie à Montréal par le gouverneur Charles de Beauharnois de La Boische.